# يوسف الدمياطي
يوسف الدمياطي (بالألمانية: Jusuf El-Domiaty)‏ (تُكتب بالألمانية: Jusuf El-Domiaty) ـ (ولد في براونشفايغ بولاية سكسونيا السفلى الألمانية في 11 أكتوبر 1990) هو لاعب كرة سلة ألماني من أصول مصرية وبوسنية.
بدأ الدمياطي ممارسة كرة السلة في مسقط رأسه، ثم صار لاعبًا دوليًا في مرحلة الشباب. لعب لفريق إسبارن بريمرهافن في الفترة من 2011 إلى 2016، وبدأ المشاركة في منافسات القسم الأول بالدوري الألماني لكرة السلة منذ موسم 2012 ـ 2013.
يلعب الآن لنادي دريسدن تايتانز بالدرجة الثانية من الدوري الألماني لكرة السلة.

## روابط خارجية
- يوسف الدمياطي على موقع كرة السلة الأوروبية.كوم (الإنجليزية)
- يوسف الدمياطي على موقع ريلجم (الإنجليزية)
- يوسف الدمياطي على موقع بروبوليرز (الإنجليزية)